# Брекети

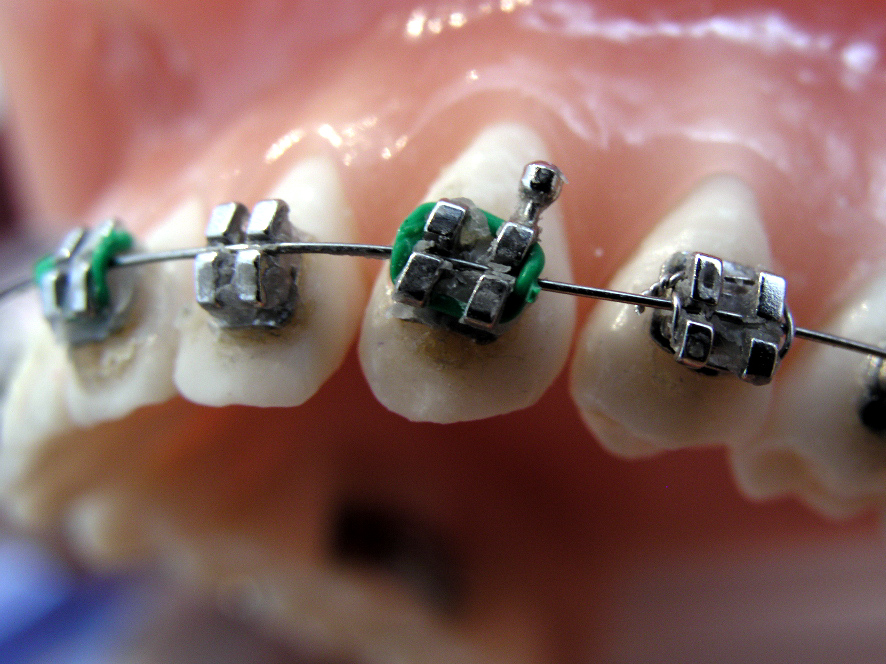
Брекет-система на макеті

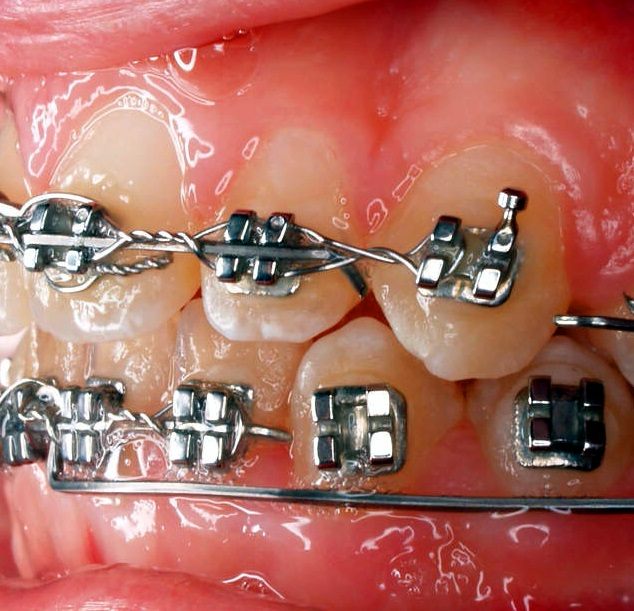

Бре́кети (англ. braces) або бре́кет-систе́ми — пристрої, що використовуються в ортодонтії для вирівнювання та випрямляння зубів і також допомагають покращити стоматологічне здоров'я пацієнта. Їх часто застосовують для лікування неправильних прикусів, таких як глибокий прикус, відкритий прикус, перехресний прикус та інших порушень щелеп і зубів. Брекети можуть бути косметичні або структурні. У стоматології брекети часто використовуються у поєднанні з іншими ортодонтичними апаратами.

## Історія
За час свого існування, незнімна ортодонтична техніка (брекет-системи відносяться саме до неї) зазнала великих змін. Переміщувати зуби і виправляти прикус незнімними апаратами запропонував ще П'єр Фошар (Pierre Fauchard) у 1776 році. Ортодонтичні кільця, які фіксуються на зуби за допомогою цементу і міжщелепові тяги вперше були застосовані у 19 столітті. Проте батьком сучасних брекетів по праву вважається американський лікар Едвард Хартлі Енгль (Edward Hartley Angle). Універсальний апарат Енгля, запропонований ним у 1886 році, пройшовши багато вдосконалень і метаморфоз, в кінці перетворився в той самий апарат, який сьогодні використовують для виправлення усмішки навіть Голлівудські зірки.
Цей апарат складався з металевої дуги, котрій заздалегідь надали форму правильного зубного ряду, а також металевих лігатур, з допомогою яких зуби підв'язувались до дуги. Ще одна важлива деталь це трубки, які розташовувались на опорних зубах, молярах (це кутні 6, 7, і 8 зуби), а також гайки, що фіксувались до дуги біля трубок. Протягом багатьох років Енгль модифікував свій апарат, збільшуючи контроль ортодонтичних сил, і зменшуючи негативний вплив апарата на зуби. Очевидно, що підв'язування дуги безпосередньо до зубів за допомогою металевих лігатур погіршувало гігієну порожнини рота, а також викликало патологічні зміни в яснах та на емалі зубів. Щоб цього уникнути, спочатку на зуби з допомогою стоматологічного цементу почали фіксувати металеві кільця (мульти-банд техніка), до яких завчасно були приварені маленькі замочки — брекети, і дуга вже вставлялась в ці замочки. Ця модифікація дістала назву «еджуайс-техніка» (це ще одна назва брекет-систем). В радянському союзі дугу Енгля застосовували для ортодогнтичного лікування, але сама брекет-система не застосовувалась. Це було пов'язано з соціальною направленістю медицини — бажання надати допомогу максимальному числу людей при мінімальній витраті ресурсів. Соціальний аспект відмічався не тільки в радянському союзі, але і в більшій частині східної Європи, де широкого застосування набули знімні ортодонтичні апарати, менш складні і дешевші в роботі. Батьківщиною брекет-систем в той час стали США, де ортодонтія з самого початку була комерційною. З часом, ці два напрямки в ортодонтії почали об'єднуватись.

## Ортодонтична робота
Встановлені брекети переміщують зуби в результаті дії сили і тиску на них. Є чотири основних елементи, які необхідні для того, щоб допомогти перемістити зуби. У випадку традиційних металевих брекетів використовуються власне самі брекети (металеві замки), бонд (клеючий матеріал), дуга і еластичні лігатури. Зуби рухаються, коли дуга чинить тиск на брекети і зуби. Іноді використовують пружини та еластики, щоб надати більше сили в певному напрямку. Брекети тиснуть на зуби з постійною силою і протягом деякого часу зуби переміщуються у потрібне положення.
Під час того, коли брекети чинять тиск на зуби періодонтальна зв'язка розтягується з одного боку, і стискаєтеся з іншого. Цей рух повинен бути повільним, в іншому випадку є ризик втрати зубів. Ось чому брекети носяться переважно два з половиною роки і корекції проводяться раз в три або чотири тижні.
Цей процес послаблює зуб, але згодом наростає нова кісткова тканина, щоб підтримувати зуб в новому положенні. Це називається кістковим ремоделювання. Кісткове ремоделювання це біомеханічний процес, який характеризується тим, що кістка стає міцнішою при постійному навантаженні і слабшає при його відсутності. Кістки складаються з клітин, які називаються остеокласти і остеобласти. Є два різних види резорбції кістки: пряма, і непряма резорбція. Ще одним важливим фактором пов'язаним з переміщенням зуба є депонування кісткової тканини. Кістка депонується у місцях розриву періодонтальних волокон, якщо б цього не відбувалось з'являлись би пустоти і зуб, з часом, рухався у їх напрямку. Зуб зазвичай переміщується близько міліметра на місяць, але є висока індивідуальна варіабельність.

## Конструкція брекет-системи
1. Ортодонтична скоба (англ. Braces — «скоби») — основний елемент брекет-системи, зокрема сприяючий виправленню прикусу;
2. Ортодонтичні тримачі (брекети) (англ. Bracket — «тримач») — консольні опорні деталі або конструкції брекет-системи, які служать для кріплення ортодонтичної скоби з зубним рядом. Складається з: основи (для нанесення клею), пазу (для скоби), 2 або 4 крил (для лігатур) та крюка (для тяги);
  - Ортодонтичний клей (бонд) (англ. Bond — «зв'язок») — композитний матеріал, який зафіксовує ортодонтичний тримач до поверхні зуба;
  - Ортодонтичні обв'язки (лігатури) (лат. Ligatura — «зв'язаний») — як на зуб, так і на групу зубів
3. Ортодонтичні кільця — конструкції брекет-системи, що надягаються на зуби та використовуються виключно у випадках неможливості застосування ортодонтичних тримачів;
  - Гумові кільця (сепаратори) (англ. Separator — «розділювач») — стоматологічний інструмент, який встановлюється між зубами за 1-2 тижні до застосування ортодонтичних кілець;
4. Допоміжні елемент брекет-системи:
  - Ортодонтичні дуги (пружини, ланцюжки тощо)
  - Ортодонтичні тяги
  - Кнопки
  - Покриття або трубки на скобу
  - Накусочні площадки (турбобайти) та пломби

## Типи брекет систем
1. За розміщенням ортодонтичних тримачів:
  1. Внутрішні (лінгвальні)[en] (англ. Lingual — «мовний») — кріплення тримачів на внутрішніх сторонах зубів у внутрішній частині порожнини рота;
  2. Зовнішні (вестибулярні) (англ. Vestibular — «передуючий») — кріплення тримачів на зовнішніх сторонах зубів у присінку рота;
2. За матеріалом ортодонтичних тримачів:
  1. Металеві (нержавіюча сталь, сплав сталі з нікелем або титаном, титан, срібло, золото тощо);
  2. Полімерні (пластикові, керамічні, сапфірові тощо);
  3. Комбіновані;
3. За з'єднанням ортодонтичної скоби з тримачами:
  1. Класичні (лігатурні), які в залежності від виготовленого матеріалу поділяються:
    1. Еластичні;
    2. Металеві;

  2. Саморегулюючі (безлігатурні)
4. За носінням ортодонтичної скоби:
  1. Фіксовані;
  2. З'ємні;